# Яари, Авраам
Наши усилия были направлены на спасение материальных свидетельств истории, в том самом месте, где не удалось спасти самих носителей истории
Авраа́м Яари (ивр. אברהם יערי‎; 5 августа 1899, Тарнобжег — 13 октября 1966) — израильский библиограф, историк, переводчик и библиотекарь.

## Биография
Яари родился в городе Тарнобжеге в Галиции (тогда Австро-Венгрия, ныне Польша).
Яари получил и традиционное еврейское (ешива), и светское образование. В 1920 г., когда Яари вместе с братом эмигрировали в Палестину, они сменили фамилию на Яари («Вальд» значит «лес» на идиш, «Яар» имеет то же значение на иврите).
Закончил педагогический колледж в Иерусалиме, которым руководил тогда Давид Елин, работал учителем в Иерусалиме и в Тель-Авиве. В 1925 году начал работать в Национальной и университетской библиотеке. Поскольку он быстро проявил там и свою любовь к книгам, и способности библиографа, его уже через год направили на учебу в Университетский колледж Лондона. Спустя три года он вернулся в библиотеку с научной степенью из Лондона, и работал в ней до самого выхода на пенсию.
После Второй мировой войны Яари под руководством Гершома Шолема участвовал в акции по спасению еврейских культурных ценностей в качестве представителя Национальной и университетской библиотеки в Европе. В общей сложности удалось спасти и вывезти (главным образом в Иерусалим и в США) около полумиллиона книг, конфискованных нацистами в годы Холокоста. В течение многих лет он редактировал библиографический журнал «Кирьят Сефер» («Город книги»), в котором и были напечатаны многие из его статей. Библиография его трудов насчитывает около 350 наименований.

## Литературные труды
Яари занимался литературной работой, библиографией и историей евреев в Палестине. Он нашел много ранее малоизвестных книг на иврите, особенно напечатанных в восточных странах. Он публиковал письма, мемуары, записки путешественников из ранее неизвестных рукописей, снабжая их библиографическое описание подробными вступительными статьями.
Среди множества библиографических исследований, которые он составил и издал:
- Библиография Пасхальной Агады[6]
- Библиография драматургии на иврите[7]
- Библиография литературы на языке ладино[8]
- Библиография литературы по сельскому хозяйству на иврите[9].
- Воспоминания Страны Израиля (1947) — сборник мемуаров евреев, переселявшихся в Палестину или основавших в ней новые города, поселения, предприятия — от XVII века и до 1930-х годов, в двух томах[10][11].
- «Посланники Страны Израиля» (1950) — записки многих «шлихим[англ.]», ездивших по общинам диаспоры собирать пожертвования на нужды еврейской общины в Палестине, с начала новой эры и по XIX век включительно[12].
- Письма из Страны Израиля (1946) — сборник писем, посылавшихся из Израиля в общины диаспоры — с античных времен и до XIX века включительно[13][14].
- Путешествия в Страну Израиля (1946) — воспоминания путешественников, посещавших страну Израиля[15].

Яари исследовал историю еврейского книгопечатания. В частности, его перу принадлежат исследования, посвященные отдельным семействам, печатавшим книги на иврите. Он также составил каталог издательских марок, которым помечали книги разные еврейские издательства и типографии на протяжении веков. Многие годы он работал над сочинением, посвященном ивритским типографиям стран Востока.
Три первых тома он успел издать при жизни: первый — посвященный книгопечатникам Дамаска, Каира, Александрии и Цфата, второй — Калькутты, Бомбея, Кучина, Мадраса и Багдада и третий — типографиям Измира Четвёртый, посвященный книгопечатникам Константинополя, он писал до последних дней жизни, и он был издан после его смерти. До пятого тома, который должен был быть посвящен Иерусалиму, он не успел дойти. Отдельная большая статья у него была посвящена издательскому делу евреев Бухары. Он также занимался типографиями издательствами восточной Европы, и отдельные его статьи посвящены, в частности, еврейским типографиям и издателям в Бердичеве, Богуславе, Бреславе, Грубешове, Житомире, Лащуве, Львове, Межибоже, Минске, Могилеве, Мукачеве, Новы-Двур, Порыцке, Шклове и в других городах и местечках. Много статей напечатал Яари по истории восточных еврейских общин, особенно — Бухары, Индии и Йемена.
Яари много переводил на иврит — с английского и с немецкого языков. Среди авторов, которых он переводил — Фердинанд Лассаль, основатель социал-демократии; педагог И. Г. Песталоцци, философы И. Кант и И.Г. Фихте, писатели Герберт Уэллс и Вильгельм Дибелиус, археолог Нельсон Глик и журналист Генри Брейлсфорд. Яари издал переписку множества известных еврейских писателей, поэтов, раввинов и мыслителей. Среди них — Йегуда-Лейб Гордон, Соломон Шехтер, Самуэль Познанский, Мирьям-Маркель Мозессон, Шауль Рабинович, Мейер Кайзерлинг, Моше-Хаим Луццато и Авраам-Ицхак Кук.
Произведения Яаре переводились на другие языки: английский, русский.

## Семья
Отец — Хаим Йосеф Вальд, потомок хасидского учителя раби Моше га-Леви из Пшеворска. Мать — Песя Вальд. Младший брат — Иегуда Яари, израильский драматург и переводчик. В 1929 г. женился на Хаве, урожденной Салант. У них было двое детей — Гур и Циля. Гур погиб в Войну за независимость Израиля, в бою под Туль-Каремом, 3 ноября 1948 года.